# René Jadfard
Pour les articles homonymes, voir Jadfard.
René Victor Timothée Jadfard, né le 24 janvier 1899 à Cayenne (Guyane) et mort le 9 novembre 1947 à Cayenne (Guyane), est un écrivain et homme politique français. Il a également publié des romans policiers et d'aventures, seul ou en collaboration, sous les pseudonymes Marie-Madeleine Allemand et George Madal.

## Biographie
Fils de Henri Ferjusse Jadfard et de Marie Caroline Noémie Tourville, René naît au numéro 20, rue Christophe Colomb à Cayenne. Jadfard combat dans le 7e régiment d'artillerie sur la ligne Maginot en 1939, et plus tard, comme adjoint du capitaine Roch chez les maquisards des Pyrénées-Orientales. Il décède dans un accident d'avion l'année où il devint député.

## Ouvrages

### Proses
- Les Dieux de bronze, Paris, Librairie de France, 1928
- Le Cantique aux ténèbres, Paris, Librairie de France, 1930
- La France et les revendications coloniales allemandes, Paris, Louis Querelle éditeur, 1938
- Les Revendications coloniales et l'avenir de la France, Paris, 1939
- Nuit de Cachiri, Paris, 1946 sur manioc.org ; réédition, Paris, Éditions Caraibéennes, 1988

### Théâtre
- D'autres sujets, Compiègne, 1930
- Demetrion, Paris, 1931

### Romans policiers et d'aventures

#### Signés Marie-Madeleine Allemand
- Drôle d'assassin, Paris, Librairie des Champs-Élysées, coll. « Le Masque » no 281, 1939 ; réédition sous la signature René Jadfard, Paris, Éditions Caraibéennes, 1987
- Coup de dé, Toulouse, Éditions Chantal, 1944

#### Signés George Madal
- L'assassin joue et perd, Paris, Librairie des Champs-Élysées, coll. « Le Masque » no 306, 1941 ; réédition sous la signature René Jadfard, Paris, Éditions Caraibéennes, 1987
- Le Télégramme de minuit, Paris, Librairie des Champs-Élysées, coll. « Le Masque. Série Émeraude » no 32, 1941 ; réédition sous la signature René Jadfard, Paris, Éditions Caraibéennes, 1987
- Deux hommes et l'aventure, Toulouse, Éditions S.T.A.E.L., 1945 ; réédition sous la signature René Jadfard, Paris, Éditions Caraibéennes, 1988
- La Terre défaite, Paris, Éditions de Montsouris, coll. « Stella » no 537, 1948 (ouvrage posthume)